# New Orleans Pelicans
Die New Orleans Pelicans sind eine Mannschaft der nordamerikanischen Basketball-Profiliga NBA. Die Heimstätte ist das Smoothie King Center in New Orleans, Louisiana. Das Team spielt in der Southwest Division der Western Conference.
Die Pelicans wurden zur Saison 2002/03 als New Orleans Hornets gegründet, als die damaligen Charlotte Hornets nach New Orleans umzogen.
Durch die von Hurrikan Katrina verursachte Überflutung von New Orleans waren die Hornets gezwungen, in der Saison 2005/06 in eine andere Stadt auszuweichen. 35 Heimspiele sowie der Trainingsbetrieb fanden daher in Oklahoma City statt. Der offizielle Name des Teams in dieser und der darauffolgenden Saison lautete New Orleans/Oklahoma City Hornets. Zu Beginn der Saison 2007/08 kehrte das Team nach New Orleans zurück, wo es wieder alle 41 Heimspiele in der New Orleans Arena austrug.
Im April 2013 vollzog das Management einen Namenswechsel zu „Pelicans“ (Pelikane), da sich die Fangemeinde mit dem aus Charlotte mitgebrachten Namen „Hornets“ (Hornissen) nicht identifizieren konnte. Nach Aussagen der Teamführung passt ein Pelikan besser zur Stadt, da er in der Küstenregion heimisch und das Wappentier des Bundesstaates Louisiana ist. Nachdem der Name „Hornets“ daraufhin wieder frei war, strebte nun ihrerseits das 2004 gegründete Franchise Charlotte Bobcats einen Namenswechsel an. Ab der Saison 2014/15 traten diese nun wieder unter dem Namen Charlotte Hornets an.
Im Zuge des Namenwechsels einigten sich die Pelicans und Hornets darauf, die Geschichte der ursprünglichen Hornets von 1988 bis 2002 auf die „neuen“ Hornets zu übertragen. Dies beinhaltet alle Erfolge und Statistiken. Die Pelicans behielten die Geschichte, die im Zeitraum von 2002 bis 2013 als „New Orleans Hornets“ errungen wurde.

## Geschichte

### Die frühen Jahre in New Orleans (2002–2005)
Die Hornets eröffneten ihre erste Saison in New Orleans am 30. Oktober 2002 gegen das frühere New-Orleans-Franchise, die Utah Jazz. Im ersten NBA-Spiel in New Orleans seit 17 Jahren besiegten sie die Jazz mit 100:75, während in der Halbzeitpause das Jersey mit der Nummer 7 von „Pistol“ Pete Maravich in den Ruhestand versetzt wurde. Trotz Baron Davis’ quälenden Verletzungen beendeten die Hornets die Saison mit einer 47:35-Bilanz, so dass sich das Franchise zum vierten Mal in Folge für die Playoffs qualifizieren konnte. Dort wurde es schon in der ersten Runde von den Philadelphia 76ers besiegt.
Nach der Saison entließ das Team unerwartet seinen Cheftrainer Paul Silas und ersetzte ihn durch Tim Floyd. Die Saison 2003/04 begann die Mannschaft stark mit einer 17:7 Bilanz, ließ nach und beendete die Saison mit 41:41, wodurch sie knapp den Heimvorteil in der ersten Runde der Playoffs verpasste, wo sie auf die Miami Heat trafen. Dwyane Wade traf dabei die letzten beiden Würfe im ersten Spiel der Serie, die am Ende im siebten Spiel Miami für sich entschied.
Wieder wurde der Cheftrainer, dieses Mal Tim Floyd, nach der Saison entlassen und das Team verpflichtete dafür Byron Scott. Aufgrund des Umzugs und der Neuausrichtungen der Divisionen der NBA spielten die Hornets ab sofort in der härteren Southwest Division der Western Conference, die mit den San Antonio Spurs, den Dallas Mavericks, den Houston Rockets und den Memphis Grizzlies bereits vier Playoffs-Teams beinhaltete. Es wurde deshalb nicht erwartet, dass das Team eine Chance hatte, einen Playoffplatz zu ergattern. In einer Saison, die durch Verletzungen der drei All-Stars (Baron Davis, Jamaal Magloire und Jamal Mashburn) getrübt war, wurde aus einem 0:8 Start eine 2:29 Bilanz, einschließlich einer Ein-Punkt-Niederlage nach Verlängerung gegen ihre Nachfolger in Charlotte, die Charlotte Bobcats, was gleichzeitig das erste Spiel des Franchises in Charlotte seit dem Umzug im Jahre 2002 war. Die Folge des mangelnden Erfolges war die Neugestaltung des Teams, indem die Veteranen wie Baron Davis und Jamal Mashburn transferiert wurden, um einen Wiederaufbau zu beginnen. Im Januar und Februar danach zeigten die Hornets wieder bessere Leistungen, beendeten die Saison mit der schlechtesten Bilanz der Franchise-Geschichte, mit 18:64, und hatten damit zum ersten Mal seit der Saison 1991/92 wieder mehr Niederlagen als Siege.

### Hurrikan Katrina und der zwischenzeitliche Umzug nach Oklahoma City (2005–2007)

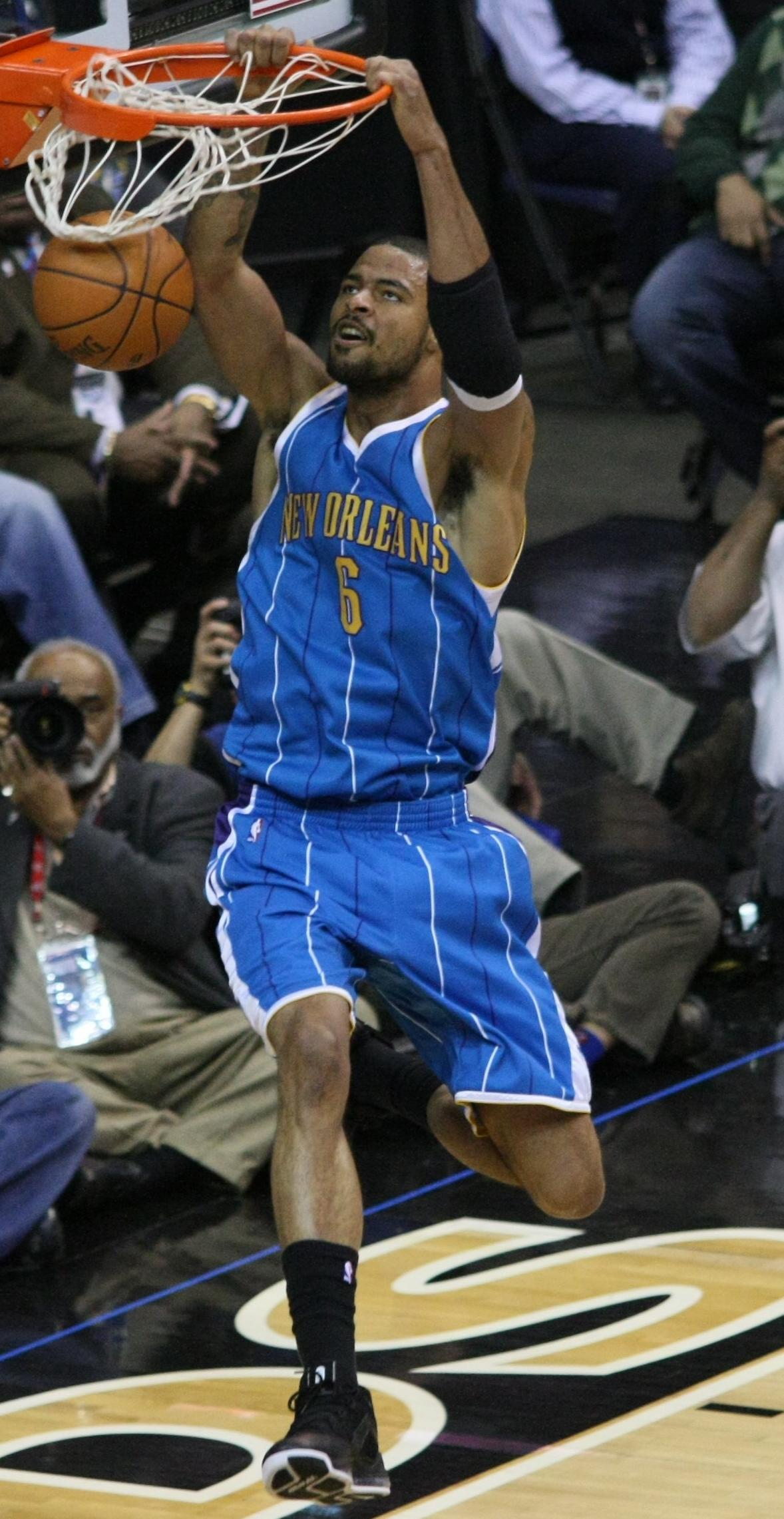
Tyson Chandler

Aufgrund der katastrophalen Verwüstungen im Südosten Louisianas durch den Hurrikan Katrina, zogen die Hornets vorübergehend nach Oklahoma City (2005/06–2006/07). Während dieser Zeit wurde das Franchise „New Orleans/Oklahoma City Hornets“ genannt. In diesen beiden Spielzeiten fand die Mehrheit der Heimspiele im Ford Center in Oklahoma City statt, während einige Spiele weiterhin in der New Orleans Arena gespielt wurden. Ihre Trainingshalle war das Sawyer Center auf dem Campus der Southern Nazarene University während ihrer Zeit in Oklahoma City. Das Trainingslager des Teams fand jedoch 2006 auf ihrem Trainingsgelände, dem Alario Center in Westwego, Louisiana, statt.
Mit dem vierten Pick in der NBA-Draft 2005 wählten die Hornets mit Chris Paul einen zukünftigen All-Star aus. In der Saison 2005/06 spielte das Team 36 Spiele in Oklahoma City, eines davon im Lloyd Noble Center auf dem Campus der University of Oklahoma aufgrund eines Konflikts mit dem Ford Center, drei Spiele in New Orleans und eines im Pete Maravich Assembly Center auf dem Campus der Louisiana State University. Eigentlich sollten insgesamt fünf Spiele in Baton Rouge stattfinden, aufgrund der beachtlichen Fortschritte bei der Wiederherstellung der New Orleans Arena war die Rückkehr nach New Orleans die bessere Option.
Die Mannschaft begann die Saison 2005/06 besser als erwartet, selbst nachdem Backup-Center Chris Andersen eine Zwei-Jahres-Sperre wegen Drogenkonsums erhielt. Es schien als würde das Team dies als Motivation nutzen und hielt kurzzeitig den sechsten Platz im Westen. Schließlich verloren sie zwölf von 13 Spielen, wodurch sie aus den Playoffs-Plätzen fielen. In dieser Zeit stellten sie einen NBA-Negativrekord auf, als sie in der zweiten Hälfte gegen die Los Angeles Clippers lediglich 16 Punkte machten. Die Hornets erholten sich und versuchten noch einmal, einen Platz in den Playoffs zu erlangen. Am Ende belegten sie mit einer Bilanz von 38:44 nur den zehnten Platz in der Western Conference. Trotz der negativen Bilanz gewann Chris Paul den NBA Rookie of the Year Award und mehrere seiner Teamkollegen waren im Rennen um andere individuelle Auszeichnungen.
Nach der Saison nahmen die Hornets große Änderungen im Kader vor, in der Hoffnung, dass sie zum ersten Mal die Playoffs der Western Conference erreichen würden. Deshalb tradeten sie J. R. Smith und P. J. Brown zu den Chicago Bulls für Tyson Chandler. Außerdem ließen sie Speedy Claxton bei den Atlanta Hawks unterschreiben und füllten die Backup-Point-Guard-Position mit den Free Agents Bobby Jackson und Jannero Pargo. Des Weiteren unterschrieb Peja Stojaković von den Indiana Pacers in New Orleans.
Das Franchise entschied sich für die Saison 2006/07 in Oklahoma City zu bleiben, versprach so früh wie möglich im Jahr 2007 nach New Orleans zurückzukehren. In dieser Saison spielten die Hornets 35 Heimspiele in Oklahoma, sechs in New Orleans und beendeten die Spielzeit mit einer 39:43-Bilanz, also mit einem Sieg mehr als in der Vorsaison.
Der erfolgreiche Betrieb in Oklahoma City hat dazu beigetragen, dass die Stadt als neue Heimat der Seattle SuperSonics in der Saison 2008/09 gewählt wurde (siehe Oklahoma City Thunder).

### Zurück inThe Big Easy(2007–2010)
Zur Saison 2007/08 kehrten die Hornets komplett nach New Orleans zurück, sodass alle 41 Heimspiele in der New Orleans Arena ausgetragen werden konnten. Offizielle der Liga hatten zu Beginn der Rückkehr des Franchises betont, sobald es machbar sei, beim Wiederaufbau zu helfen. Darum wurde das NBA All-Star Game 2008 und die dazugehörigen Feierlichkeiten nach New Orleans verliehen und eine große Marketing-Kampagne im Februar 2007 gestartet. Anschließend wurden mit verschiedenen Unternehmen, wie der Dr Pepper Snapple Group, Sponsorenvereinbarungen unterzeichnet. Außerdem holten sie die Free Agents Morris Peterson und Melvin Ely, während sie den ehemaligen Erstrunden-Draftpick Cedric Simmons ziehen ließen. Zudem verlängerte das Franchise den Vertrag von Backup-Guard Jannero Pargo und wählten mit dem 13. Pick in der NBA-Draft 2007 den Forward Julian Wright von der University of Kansas.
Die Besucherzahlen in der New Orleans Arena stiegen in den Monaten März und April 2008 an, als sich das Team auf dem ersten Platz hielt. Zwölf der letzten 17 Spiele in der regulären Saison und die 13 letzten Spiele der gesamten Saison waren dabei in der Heimspielstätte der Hornets ausverkauft. Besser als in der vorherigen Saison stürmte das Team zu einer 29:12 Bilanz zur Hälfte der Saison (beste Bilanz im Westen), wodurch Byron Scott die Western Conference All-Stars zu Hause in New Orleans coachte. Zudem wurden seine Spieler Chris Paul und David West als All-Star-Reserve-Spieler nominiert. Außerdem wurde der eben genannte Chris Paul als NBA MVP 2008 nominiert, belegte bei der Abstimmung nur den zweiten Platz. Am 21. Februar beschloss das Team gemeinsam mit den Houston Rockets einen Trade, in dem die Rockets Veteran Bobby Jackson und die Hornets den Swingman Bonzi Wells und den Backup-Point Guard Mike James erhalten.
Die Mannschaften schlossen die reguläre Saison mit einer Bilanz von 56:36 ab, sodass dies ihre erfolgreichste Saison überhaupt war. Gleichzeitig bedeutete dies den ersten Division-Titel des Teams, da sie noch vor den San Antonio Spurs die Southwest-Division gewannen, und den zweiten Platz in den Western Conference Playoffs, wo sie in der ersten Runde die Dallas Mavericks besiegten. In den Conference Semifinals konnten sie entscheidende Siege in den ersten beiden Spielen gegen die San Antonio Spurs erzielen, verlor schließlich gegen den Titelverteidiger mit 3:4 in einer engen Serie.
Im August 2008 enthüllten die Hornets ein abgeändertes Logo und neue Jerseys in den Farben türkis, violett und Mardi Gras gold, und die Nadelstreifen fanden sich wieder auf der Spielkleidung. Die Schrift wurde geändert als Anspielung auf die schmiedeeiserne Architektur von New Orleans und ein weiteres drittes Logo eingeführt, welches die Abkürzung „NOLA“ (New Orleans, LA (Louisiana)) und eine Trompete ziert. Das Franchise hatte außerdem öffentlich den Verkauf von mehr als 10.000 Dauerkarten für die Saison 2008/09 verkündet, was ein Rekordwert seit dem Umzug nach New Orleans bedeutete.
Nach der erfolgreichsten Saison der Franchise-Geschichte gab es hohe Erwartungen, sowohl in der regulären Saison als auch in den Playoffs 2009, an das Team. Mehrere Experten wählten die Hornets als wiederholter Sieger der Southwest Division und als potentiellen Western Conference-Champion.
Während die Kernspieler aus der Vorsaison gehalten werden konnten, wurde Forward James Posey als Free Agent von den Boston Celtics verpflichtet. Dagegen entschied sich Point Guard Jannero Pargo dafür, nach Russland zu gehen und in der russischen Basketball Super League zu spielen. Im Dezember 2008 wurde mit Antonio Daniels ein weiterer Point Guard durch einen Trade geholt. Im Austausch dafür wurden der kaum eingesetzte Mike James und ein zukünftiger Zweitrunden-Draft Pick abgegeben. Bemerkenswerter war die Bekanntgabe vom 18. Februar, dass Center Tyson Chandler für Joe Smith und Chris Wilcox zu den Oklahoma City Thunder getradet wurde, um die Gehaltskosten zu senken. Aufgrund einer Zehenverletzung Chandlers wurde der Trade jedoch innerhalb eines Tages wieder aufgehoben.
Im zweiten Jahr in Folge waren die Mannschaft mit zwei Spielern beim All-Star-Game dabei. Dabei wurde Chris Paul von den Fans für das Spiel in Phoenix gewählt, während David West von den Coaches für die Reserve nominiert wurde.

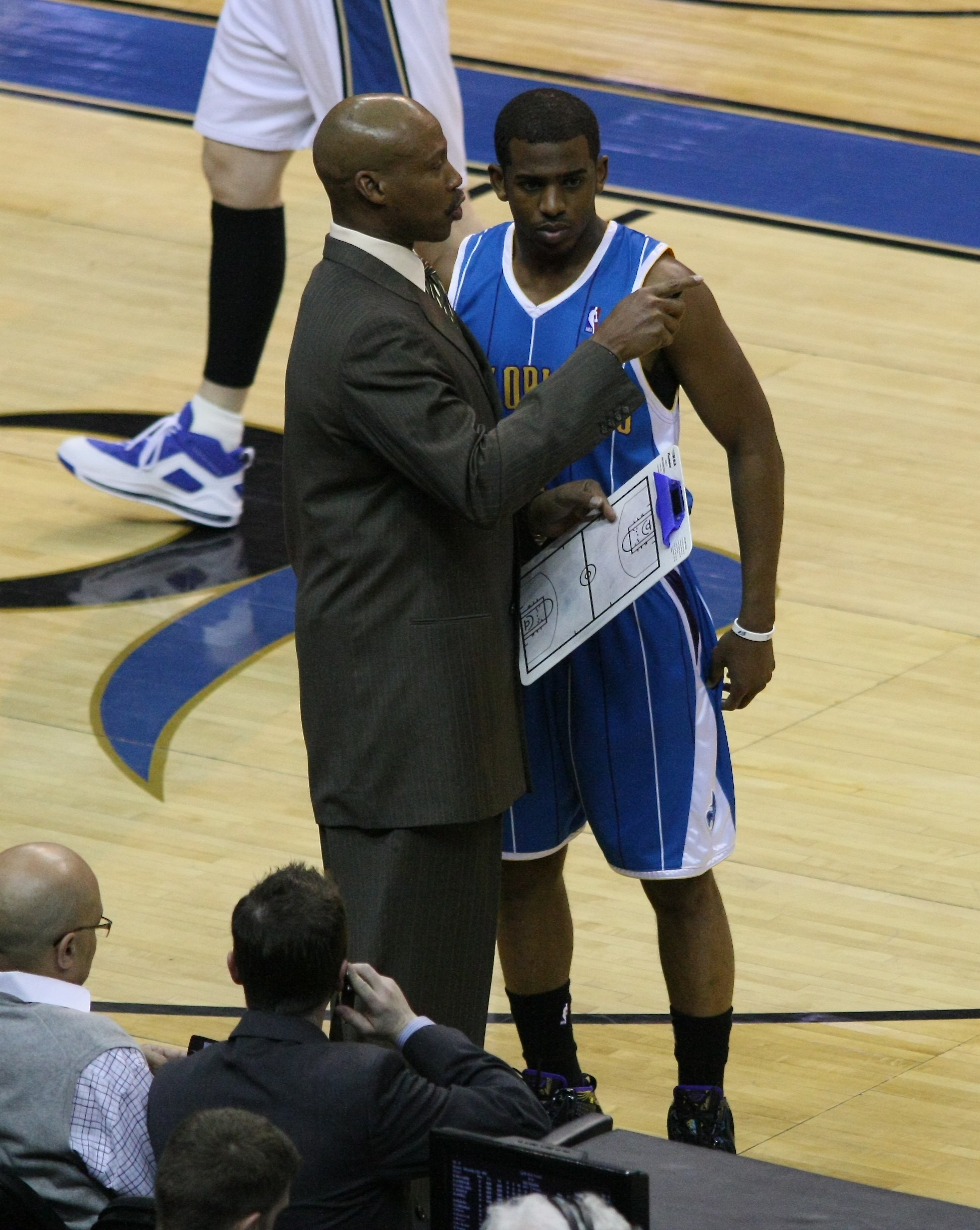
Byron Scott (l.) mit Chris Paul

Die Saison verlief jedoch wie in einer Achterbahn und im April war klar, dass die Bilanz von 56:26 aus der Vorsaison in der Saison 2008/09 unerreichbar war. Der Grund dafür waren vor allem die Verletzungsprobleme von Tyson Chandler und Peja Stojaković. Die Hornets beendeten die Saison mit einer enttäuschenden 49:33 Bilanz, was gleichzeitig den vierten Platz in der Division und den siebten Platz in der Conference bedeutete. In der ersten Runde der Playoffs trafen die Hornets auf die Nuggets aus Denver, die ihre ersten beiden Heimspiele für sich entscheiden konnten. Zu Hause in New Orleans konnten sie auf 1:2 verkürzen, stellten einen Playoffs-Negativrekord auf, als sie Spiel vier mit 63:121 verloren. Gleichzeitig war es die höchste Niederlage eines Heimteams in der regulären Saison sowie in den Playoffs aller Zeiten. Dabei trafen die Hornets nur 31,5 % aus dem Feld und 13,3 % von „Downtown“. Die am Boden zerstörten Hornets wurden in der Folge in Spiel fünf eliminiert und eine Off-Season mit vielen Kaderspekulationen begann.
Im Anschluss an ein höchst erfolgloses Ende der Saison 2008/09 und den Versuch, während der Saison Tyson Chandler für auslaufende Verträge zu traden, waren die New Orleans Hornets weiterhin dabei, die Gehaltsliste zu trimmen. In der Tat hatten sie zu Beginn der Free-Agent-Periode am 1. Juli die höchsten Gehälter aller Teams in der NBA, 77 Millionen US-Dollar, wodurch sie 7 Millionen US-Dollar über der am 7. Juli festgelegten Luxury-Tax lagen.
Trotz der Behauptungen des Vorstands, das Team wieder zu einem Favoriten zu machen, war es sehr überraschend als am 28. Juli Tyson Chandler getradet wurde. Im Gegenzug kam Emeka Okafor von den Charlotte Bobcats. Durch den Rest von Okafors Fünf-Jahres-Vertrag (63 Million US-Dollar/5 Jahre) konnten sie 2009/10 1,3 Millionen US-Dollar sparen.
Durch den Draft 2009 wurde der Backcourt durch Darren Collison (21. Pick) und Marcus Thornton (43. Pick von den Heat) für zwei zukünftige Zweitrundenpicks getradet. Am 12. August 2009 wurde außerdem der Start-Spieler Rasual Butler für einen Zweitrundenpick 2016 getauscht, um noch mehr Gehalt einzusparen, da Butler noch 3,9 Million US-Dollar für die Saison erhalten hätte. Da sich die Hornets bereits über der Luxury-Tax waren, war diese Einsparung doppelt effektiv. Ein dritter Trade beinhaltete am 9. September Guard Bobby Brown und Forward Darius Songaila von den Minnesota Timberwolves, während Hornets-Guard Antonio Daniels nach Minneapolis wechselte.
Die Anstrengungen, um unterhalb die Luxury-Tax-Schwelle zu kommen, setzten sich während der Saison fort. Zunächst wurde der enttäuschende Back-Up-Center Hilton Armstrong zusammen mit Geldbeträgen nach Sacramento zu den Kings geschickt. Dafür erhielten die Mannschaft einen weiteren Zweitrunden-Draftpick 2016. Kurz danach wurde der startende Shooting Guard Devin Brown nach Chicago für Reserve-Center Aaron Gray getradet. Durch einen weiteren Draft, in dem Back-Up-Guard Bobby Brown für einen bedingten Zweitrunden-Draftpick zu den Clippers ging, kamen die Hornets knapp unter die Luxury-Tax-Schwelle.
Auf dem Court begannen das Team auf eine enttäuschende Art und Weise, woraufhin Cheftrainer Byron Scott nach einem 3:6 Start am 12. November 2009 entlassen wurde. Geschäftsführer Jeff Bower übernahm die Position für den Rest der Saison. Sie überwanden den schlechten Start in die Saison und kamen Ende Januar auf den sechsten Platz der Western Conference. Im vorletzten Spiel im Januar verletzte sich Superstar Chris Paul, als er einen ins Aus springenden Ball versuchte zu bekommen. Er konnte erst spät in der Saison wieder eingesetzt werden. Die einzigen Höhepunkte für den Rest der Saison waren die brillanten Leistungen der Rookies Darren Collison und Marcus Thornton. Während Collinson in sieben aufeinander folgenden Spiele mindestens 18 Punkte und neun Assists erreichte, was seit Oscar Robertson kein weiterer Rookie erreichte, konnte sich Marcus Thornton unter anderem über einen 37-Punkte-Abend (dabei einen Franchise-Rekord-Viertel mit 23 Punkten) gegen die Cleveland Cavaliers am 23. Februar freuen. Beide Rookies schafften es in die All-Rookie Teams nach der Saison, zum ersten Mal in der Franchise-Geschichte.
Die Hornets beendeten die Saison mit einer niedrigen 37:45 Bilanz und rutschten auf den letzten Platz der Southwest Division, die sie zwei Jahre zuvor noch gewinnen konnten. Später trat Jeff Bower als Cheftrainer zurück, um sich auf seine Front-Office-Aufgaben zu konzentrieren. Es dauerte nicht lang, bis Bower von den Hornets entlassen wurde. Am 13. Juli 2010 endete seine Amtszeit von fast 15 Jahren im Franchise. Neben der Entlassung Bowers wurde Monty Williams, der ehemalige Co-Trainer der Portland Trail Blazers, als Coach angestellt, wodurch dieser mit einem Alter von 38 Jahren der jüngste Cheftrainer der Liga wurde. Als Bowers Nachfolger als General Manger stellten die Mannschaft Dell Demps von den San Antonio Spurs an.

### Ein neuer Anfang (2010–2012)

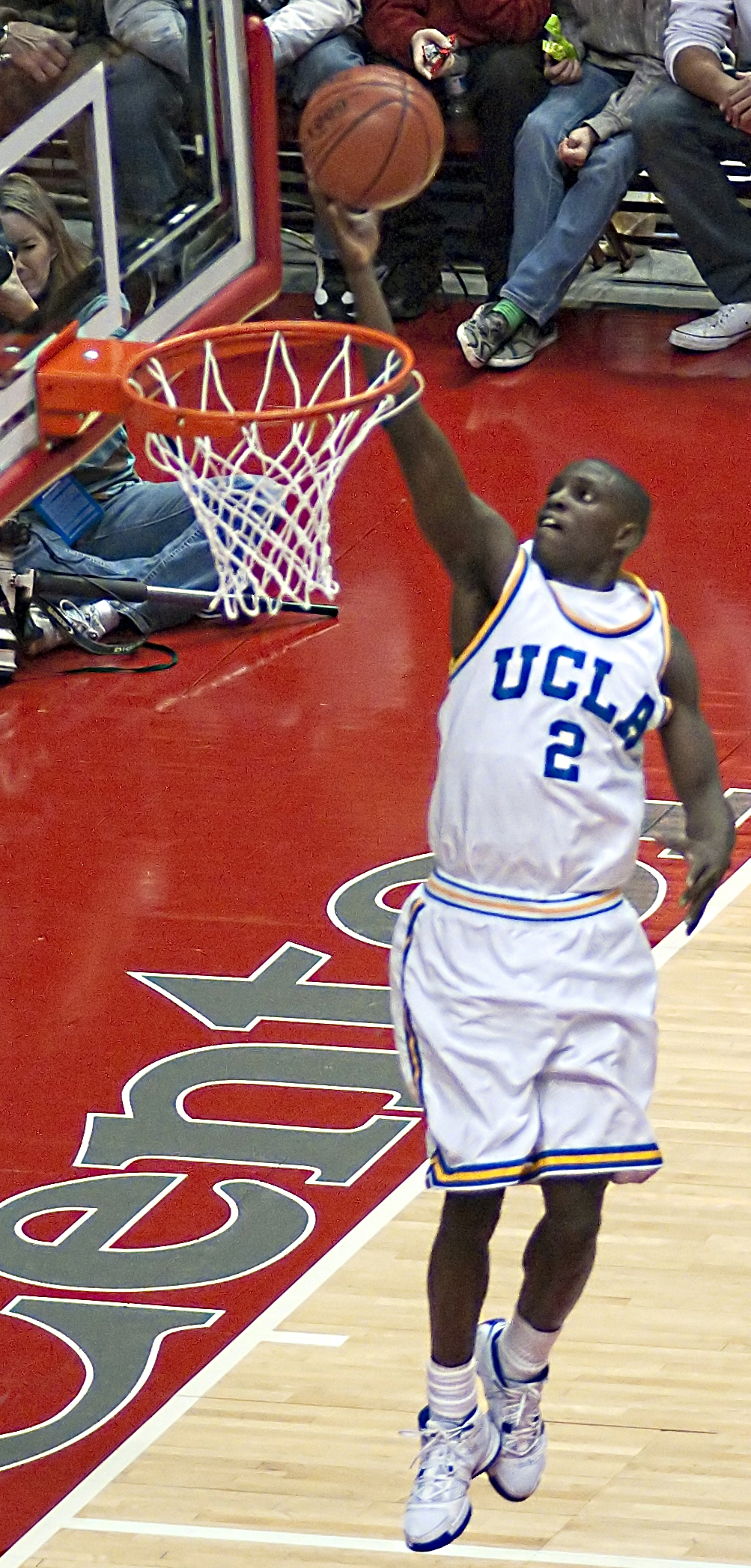
Point Guard Darren Collison

Mit einem neuen Cheftrainer und einem neuen General Manager in des Franchises starteten die Hornets in eine ungewisse Zukunft. So wollte der Mitbesitzer Gary Chouest möglicherweise die Hornissen aufkaufen, um damit zum alleinigen Eigentümer des Unternehmens zu werden. Die wahrscheinlichste Folge der Ablöse von George Shinn wäre finanziell von Vorteil gewesen, da Chouest in dieser Hinsicht stärker als Shinn war. Außerdem war da die Unsicherheit bezogen auf die Situation um den Star-Point-Guard Chris Paul, der während der Off-Season mehrere Male Unzufriedenheit und einen Tradewunsch äußerte.
Während der Off-Season wurde der Kader stark bearbeitet. So wurden viele Trades vollzogen, was unter anderem auf eine neue Philosophie des neuen Trainers und GMs, und auf Chris Pauls Off-Season-Äußerungen, zurückzuführen ist. Schon am Draft-Abend 2010 wurde der Draftpick Cole Aldrich und der enttäuschende Guard Morris Peterson für den 21. und 26. Pick der Oklahoma City Thunder getradet, durch die die Forwards Craig Brackins und Quincy Pondexter verpflichtet werden konnten. Am 11. August wurde der starke Rookie-Guard Darren Collison und Forward James Posey in einem Vier-Team-Trade zu den Indiana Pacers getradet. Dafür kam Small Forward Trevor Ariza aus Texas von den Houston Rockets. In einem separaten Trade wurde außerdem der sehr enttäuschende Julian Wright zu den Toronto Raptors verschifft, während der italienische Shooting Guard Marco Belinelli aus Toronto kam. Schon am 23. September 2010 wurde Rookie Craig Brackins, zusammen mit Power Forward Darius Songaila, zu den Philadelphia 76ers geschickt, und Shooting Guard Willie Green und Center Jason Smith dafür aus Philadelphia geholt. Schließlich, kurz bevor die reguläre Saison begann, tauschten die Hornets am 23. Oktober einen bedingten Erstrunden Draft-Pick mit den Portland Trail Blazers gegen Guard Jerryd Bayless.
Mit diesen drastischen Änderungen des Kaders schienen das Team jünger, athletischer und viel besser in der Defensive. Mehrere frühere Fehlverpflichtungen wie Peterson, Posey und Wright wurden abgegeben. Dagegen gab es Verluste wie Point Guard Darren Collison und die vielen Draftpicks in der Zukunft. Als die Saison 2010/11 startete, waren lediglich drei Spieler (Chris Paul, David West und Peja Stojaković) aus dem Team übrig, das zwei Jahre früher die Southwest Division gewinnen konnte. Trotz aller Bemühungen und der Umgestaltung des Kaders prognostizierten die meisten Experten den Hornets eine schwierige Saison und nur eine geringe Chance auf den achten Platz im Westen. Entgegen den Prognosen konnten die Mannschaft einen beeindruckenden Start verbuchen. So brachen sie nach fünf Spielen bereits einen Teamrekord, indem sie am 5. November mit fünf Siegen in die Saison starteten, und danach drei weitere Male gewannen. Die ersten zehn Gegner wurden allesamt unter 100 Punkten gehalten. Ein weiterer Teamrekord wurde im Januar 2011 gebrochen, als das Team zehn Siege in Folge feiern konnten. Am Ende der Saison belegte New Orleans den siebenten Platz im Westen und qualifizierten sich so für die Playoffs 2011, wo sie schon in der ersten Runde am Zweitplatzierten, den Los Angeles Lakers, mit 2:4 scheiterten.
Die Übernahme des Franchises von Gary Chouest scheiterte Anfang Dezember 2010, und da George Shinn finanziell nicht in der Lage war, das Team weiterhin zu betreiben, wurde erwartet, dass die NBA es übernimmt, um einen lokalen Eigentümer zu finden. Am Ende überbot die Liga Larry Ellison, den CEO der Oracle Corporation, der versuchte, die Golden State Warriors aufzukaufen, und zahlte geschätzte 300 Millionen US-Dollar für das Franchise. Außerdem kamen am 24. Januar 2011 der Bundesstaat, die Stadt und lokale Unternehmen in New Orleans zusammen und sammelten genug Geld, um noch genügend Karten zu kaufen, damit die Hornets keinen Gebrauch von der „Flucht-Klausel“ machen konnten, die es dem Franchise erlaubt hätte, die New Orleans Arena aufgrund zu geringer Zuschauerzahlen zu verlassen.
Im Draft 2011 durften die Hornets erst in der zweiten Runde (mit dem 45. Pick) einen Spieler wählen und entschieden sich für Josh Harrellson von der University of Kentucky. Co-Star David West entschied sich außerdem dafür, sich auf dem Free-Agent-Markt zu versuchen, verlängerte also nicht vorzeitig mit den Hornets. Am 1. Juli 2011 kam es zum Lockout in der NBA. Nach dem Ende des Lockouts verließ West endgültig die Mannschaft und wechselte zu den Indiana Pacers. Es gab viele Gerüchte um Chris Paul. Im Dezember wurde er vor Beginn der Saison zu den Los Angeles Clippers getradet. Im Gegenzug erhielten die Hornets Center Chris Kaman, Guard Eric Gordon, Forward Al-Farouq Aminu und einen Pick für den Draft 2012 von den Minnesota Timberwolves. Damit endete die Ära von Chris Paul nach 6 Jahren und die Hornets leiteten einen Neuaufbau des Kaders ein. Nachdem die Saison 2011/12 schlecht verlaufen war, verkaufte die NBA das Team im Juni 2012 an Tom Benson für 338 Millionen Dollar.

### Die Ankunft der Monobraue, Umbenennung inPelicans(2012–2019)

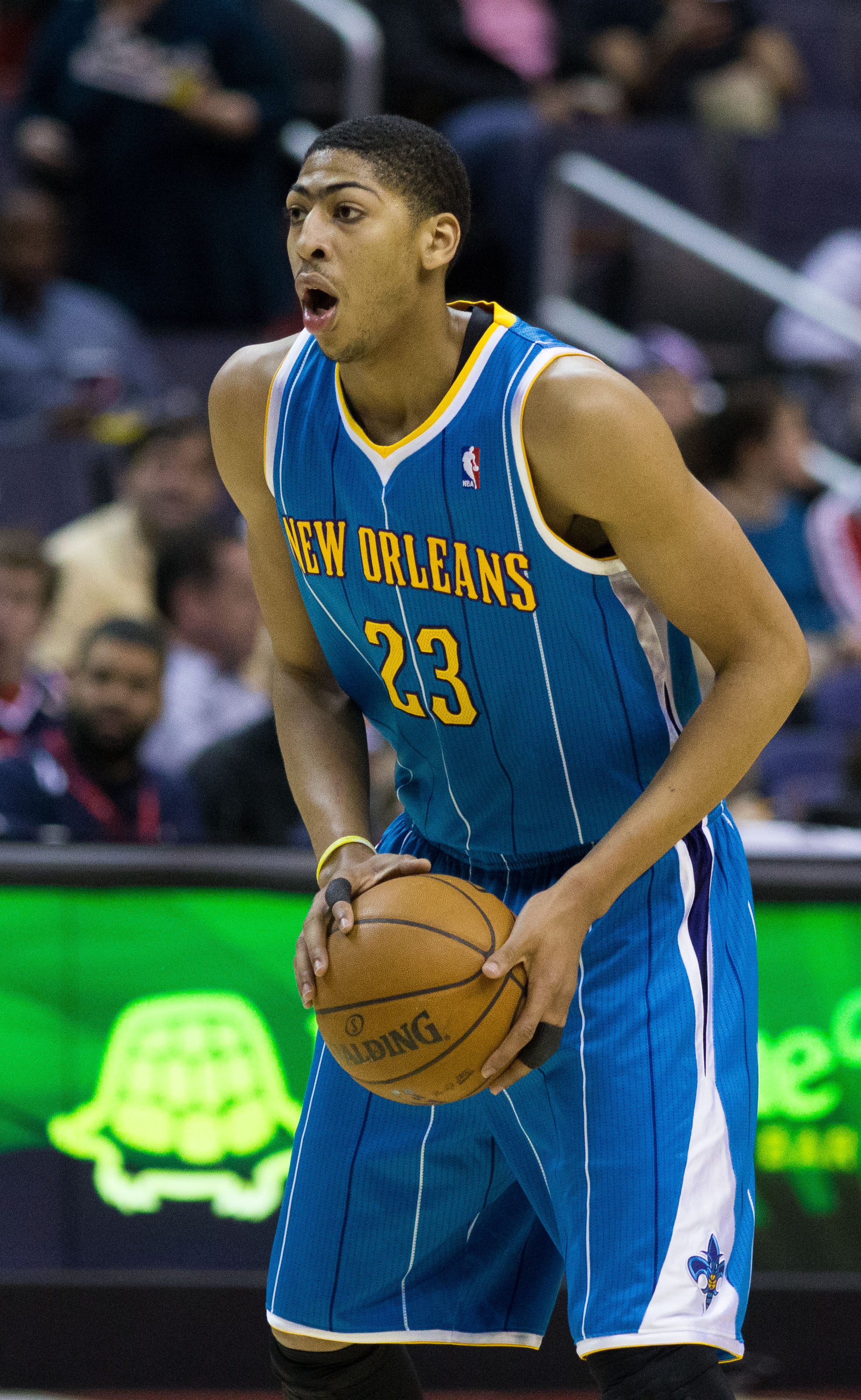
All-Star Anthony Davis

Die Hornets gewannen am 30. Mai 2012 in der NBA Draft Lottery den ersten Draftpick für den NBA-Draft 2012. Noch vor der Draft wurden Center Emeka Okafor und Forward Trevor Ariza zu den Washington Wizards geschickt, von denen im Gegenzug Forward Rashard Lewis nach New Orleans kam. Am Draft-Abend wurde an erster Stelle der College-Star Anthony Davis ausgewählt, der neben seinen basketballerischen Fähigkeiten vor allem durch seine Monobraue im Gedächtnis der Fans hängen bleibt. Er stand bereits im Sommer 2012 im Roster der US-amerikanischen Basketballnationalmannschaft für die Olympischen Spiele in London, um den verletzten Blake Griffin zu ersetzen. Zudem wurde mit dem 10. Pick (von Minnesota) Guard Austin Rivers, Sohn des Clippers-Coachs Doc Rivers, von der Duke University, und mit dem 46. Pick Forward Darius Miller gedraftet, der wie der erste Pick, Davis, bei der University of Kentucky spielte.
Forward Rashard Lewis, der bei den Hornets unter Vertrag stand, wurde sofort wieder entlassen, um mehr Möglichkeiten für Neuzugänge zu haben. So kam der Most Improved Player der Vorsaison, Ryan Anderson, aus Orlando im Tausch für den Mexikaner Gustavo Ayón. Zudem kam der NBA erfahrene Center Brad Miller aus Minnesota, während Point Guard Jarrett Jack (Golden State Warriors) und Center Darryl Watkins (Philadelphia 76ers) die Hornets verließen. Als weiterer Abgang wurde Eric Gordon gehandelt, der einen Vertrag von den Phoenix Suns vorgelegt bekam. Das Management der Hornets zogen mit diesem Angebot jedoch gleich, wodurch Gordon in New Orleans blieb. Zudem konnten Robin Lopez und Hakim Warrick (von den Phoenix Suns) in einem 3-Team-Trade verpflichtet werden, bei dem Jerome Dyson, Neuzugang Brad Miller und drei Draftpicks nach Minnesota abgegeben werden mussten. Außerdem wurde Point Guard Brian Roberts vom deutschen Meister, den Brose Baskets Bamberg, verpflichtet.
Am 8. November 2012 konnten bei der Heimniederlage gegen die Philadelphia 76ers nur 62 Punkte erzielt werden. Dies bedeutete einen neuen Franchise-Negativrekord. In der Saison 2012/13 wurden, wie bereits im vergangenen Jahr, die Playoffs deutlich verpasst.
Während des Sommers 2013 wurde das Team mit All-Star Jrue Holiday und Guard Tyreke Evans verstärkt. Robin Lopez dagegen wechselte zu den Portland Trail Blazers. Ebenso wurde im Sommer 2013 der bereits angekündigte Namenswechsel weg von Hornets hin zu Pelicans vollzogen. Dadurch erhoffen sich die Eigentümer und Manager des Teams eine größere Identifikation der Fans mit dem Team. Mit Ömer Aşık lotsten die Pelicans im Sommer 2014 einen neuen Center nach New Orleans und verstärkten die Bank mit erfahrenen Kräften aus anderen NBA-Teams. Infolgedessen schafften es die Pelicans 2014/2015 auf Rang 8 der Western Conference in die Play Offs. Dort scheiterte die Mannschaft in der ersten Runde jedoch glatt mit 0:4 gegen die Golden State Warriors. Einige Wochen nach dem Ausscheiden aus den Play Offs gaben die Pelicans die Trennung von Headcoach Monty Williams bekannt.
Neuer Trainer der Pelicans wurde Alvin Gentry. Dieser konnte jedoch aufgrund vieler Verletzungen der Stammspieler Gordon, Anderson, Holiday, Evans und Davis mit den Pelicans die Playoffs nicht erreichen. Man landete mit 30 Siegen abgeschlagen auf dem zwölften Platz in der Western Conference. Im Zuge des NBA-Drafts 2016 verpflichteten die Pelicans Collegestar Buddy Hield an sechster Stelle. Die Pelicans starteten schwach in die Saison. Während des All-Star-Wochenendes wurde Star-Center DeMarcus Cousins von den Sacramento Kings verpflichtet. Im Gegenzug wechselten unter anderem Hield und Tyreke Evans zu den Kings. Trotz der namhaften Verstärkung konnten die Pelicans erneut nicht die Playoffs erreichen.
Die Pelicans gingen mit einem nahezu unveränderten Kader in die Saison 2017/18. Während der Saison verletzte sich jedoch DeMarcus Cousins und fiel für den Rest der Saison aus. Die Pelicans holten sich daraufhin Nikola Mirotic von den Chicago Bulls. Mit ihm, Davis, Jrue Holiday und Rajon Rondo erreichten die Pelicans ein wenig überraschend die NBA-Playoffs. In diesen eliminierten sie in der ersten Runde die Portland Trail Blazers mit 4:0. In der nächsten Runde trafen die Pelicans auf den Titelverteidiger Golden State Warriors. Den Warriors unterlag man daraufhin mit 1:4.
DeMarcus Cousins verließ die Pelicans nach Ende seines Kontrakts in Richtung Golden State. Als Ersatz wurde der junge Power Forward Julius Randle, welcher zuvor bei den Los Angeles Lakers gespielt hatte, für zwei Jahre unter Vertrag genommen und außerdem kam mit Point Guard Elfrid Payton ein weiterer junger Spieler in die Reihen des Franchises. New Orleans spielte eine gute Saison und erreichte 48 Saisonsiege, womit man sich für die Playoffs qualifizierte und in der ersten Playoffrunde die favorisierten Portland Trail Blazers besiegte.

### Post-Davis-Ära: Neubeginn mit Williamson (Seit 2019)
Die Pelicans konnten in der Saison 2018/19 nicht um die Playoffs mitkämpfen. Erschwerend kam hinzu, dass Starspieler Anthony Davis zunehmend unzufriedener mit der sportlichen Entwicklung der Pelicans war und mitten in der Saison öffentlich einen Transfer forderte. Nachdem die Pelicans die Playoffs deutlich verpassten, gewannen sie bei der Draftlottery den ersten Pick. Im Zuge anhaltender Spekulationen um Anthony Davis, wurde dieser kurz vor dem NBA-Draft 2019, zu den Los Angeles Lakers transferiert. Im Gegenzug wechselten die jungen Talente Brandon Ingram, Lonzo Ball, Josh Hart sowie einige Draftpicks nach New Orleans. Beim darauffolgenden NBA-Draft wählten die Pelicans mit Zion Williamson, Jaxson Hayes und Nickeil Alexander-Walker, drei Spieler in der ersten Draftrunde aus.
Trotz einer starken 2. Saison von Zion Williamson, der zum ersten Mal All-Star wurde, verpassten die Pelicans die Playoffs auch in der Saison 2020/21 mit einer Bilanz von 31 Siegen und 41 Niederlagen.
Nachdem Williamson aufgrund einer Fußverletzung die gesamte Saison 2021/22 verpasste, landeten die Pelicans mit einer Bilanz von 36:46 Siegen auf Platz 9 im Westen.
Nach einem Sieg gegen die San Antonio Spurs, gewannen die Pelicans bei den LA Clippers im entscheidenden Play-in Spiel um Platz 8 mit 105:101 und zogen somit in die Playoffs ein. Dort unterlagen sie den Phoenix Suns in Runde eins.
Nach einem starken Saisonstart 2022/23, schwächelten die Pelicans im Laufe der Saison zusehends. Zion Williamson verletzte sich Anfang Januar am Oberschenkel und fiel erneut bis zum Ende der Saison aus. Nachdem die Pelicans die reguläre Saison mit 42:40 Siegen beendeten und nach einer Niederlage im letzten Spiel bei den Timberwolves noch auf Platz 9 zurückfielen, mussten sie in die Play-ins. Dort unterlagen sie zuhause den zehntplatzierten Oklahoma City Thunder und verpassten somit die NBA-Playoffs 2023.

## Aktueller Kader
| Nr. | Nat.                    | Name                   | Position       | Geburt     | Größe  | Info | College      |
| --- | ----------------------- | ---------------------- | -------------- | ---------- | ------ | ---- | ------------ |
| 0   | Vereinigte Staaten      | Keion Brooks Jr.       | Forward        | 07.08.2000 | 201 cm | R G  | Washington   |
| 00  | Vereinigte Staaten      | Bruce Brown            | Guard/Forward  | 15.08.1996 | 193 cm |      | Miami        |
| 1   | Vereinigte Staaten      | Zion Williamson        | Forward        | 06.07.2000 | 198 cm |      | Duke         |
| 2   | Vereinigte Staaten      | Herbert Jones          | Forward        | 06.10.1998 | 201 cm |      | Alabama      |
| 3   | Vereinigte Staaten      | CJ McCollum            | Guard          | 19.09.1991 | 191 cm |      | Lehigh       |
| 4   | Vereinigte Staaten      | Elfrid Payton          | Guard          | 22.02.1994 | 191 cm |      | Louisiana    |
| 5   | Vereinigte Staaten      | Dejounte Murray        | Guard          | 19.09.1996 | 193 cm |      | Washington   |
| 8   | Vereinigte Staaten      | Jamal Cain             | Forward        | 20.03.1999 | 198 cm | G    | Oakland      |
| 11  | Vereinigte Staaten      | Brandon Boston Jr.     | Guard          | 28.11.2001 | 198 cm |      | Kentucky     |
| 12  | Vereinigte Staaten      | Antonio Reeves         | Guard/Forward  | 20.11.2000 | 196 cm | R    | Kentucky     |
| 13  | Kanada                  | Kelly Olynyk           | Forward/Center | 19.04.1991 | 211 cm |      | Gonzaga      |
| 15  | Vereinigte Staaten      | Jose Alvarado          | Guard          | 12.04.1998 | 183 cm |      | Georgia Tech |
| 17  | Bosnien und Herzegowina | Karlo Matković         | Forward/Center | 30.03.2001 | 208 cm | R    | Kroatien     |
| 21  | Belgien                 | Yves Missi             | Center         | 14.05.2004 | 211 cm | R    | Baylor       |
| 22  | Vereinigte Staaten      | Lester Quiñones        | Guard          | 16.11.2000 | 193 cm | G    | Memphis      |
| 24  | Vereinigte Staaten      | Jordan Hawkins         | Guard          | 29.04.2002 | 196 cm |      | Connecticut  |
| 25  | Vereinigte Staaten      | Trey Murphy III        | Forward        | 18.06.2000 | 203 cm |      | Virginia     |
| 50  | Vereinigte Staaten      | Jeremiah Robinson-Earl | Forward/Center | 03.11.2000 | 203 cm |      | Villanova    |

| Nat.               | Name           | Position       |
| ------------------ | -------------- | -------------- |
| Vereinigte Staaten | Willie Green   | Head Coach     |
| Vereinigte Staaten | James Borrego  | Assistenzcoach |
| Vereinigte Staaten | Casey Hill     | Assistenzcoach |
| Vereinigte Staaten | Fred Vinson    | Assistenzcoach |
| Vereinigte Staaten | Jarron Collins | Assistenzcoach |
| Vereinigte Staaten | Ryan Frazier   | Assistenzcoach |
| Vereinigte Staaten | Aaron Miles    | Assistenzcoach |

| Abk. | Bedeutung                       |
| ---- | ------------------------------- |
| Nr.  | Trikotnummer                    |
| Nat. | Nationalität                    |
| C    | Mannschaftskapitän              |
| R    | Rookie                          |
| G    | Two-way contract                |
|      | Verletzungsbedingte Inaktivität |

## Ehrungen und nennenswerte Leistungen
| |                    |               |          |           |
| \| Nr. \| Nat. \| Name \| Position \| Zeit \| \| --- \| ------------------ \| ------------- \| -------- \| --------- \| \| 7 \| Vereinigte Staaten \| Pete Maravich \| Guard \| 1974–1980 \| |                    |               |          |           |
| Nr. | Nat.               | Name          | Position | Zeit      |
| 7 | Vereinigte Staaten | Pete Maravich | Guard    | 1974–1980 |

Pete Maravich spielte niemals für die New Orleans Pelicans, doch seine Trikotnummer wird weder von den Pelicans, noch von den Utah Jazz je wieder vergeben werden. Die Pelicans ehren damit Maravichs College-Karriere in Louisiana und den Fakt, dass Maravich für das Jazz-Franchise zum Großteil während seiner Zeit in New Orleans spielte.
| |                    |
| \| Name \| aktueller Verein \| \| ---------------- \| ------------------ \| \| Baron Davis \| Karriere beendet \| \| Chris Paul \| Phoenix Suns \| \| Anthony Davis \| Los Angeles Lakers \| \| Morris Peterson \| Karriere beendet \| \| Jamal Mashburn \| Karriere beendet \| \| Peja Stojaković \| Karriere beendet \| \| DeMarcus Cousins \| Houston Rockets \| \| James Posey \| Karriere beendet \| \| David West \| Karriere beendet \| \| Rajon Rondo \| Atlanta Hawks \| \| Tyson Chandler \| Free Agent \| \| Chris Kaman \| Karriere beendet \| |                    |
| Name | aktueller Verein   |
| Baron Davis | Karriere beendet   |
| Chris Paul | Phoenix Suns       |
| Anthony Davis | Los Angeles Lakers |
| Morris Peterson | Karriere beendet   |
| Jamal Mashburn | Karriere beendet   |
| Peja Stojaković | Karriere beendet   |
| DeMarcus Cousins | Houston Rockets    |
| James Posey | Karriere beendet   |
| David West | Karriere beendet   |
| Rajon Rondo | Atlanta Hawks      |
| Tyson Chandler | Free Agent         |
| Chris Kaman | Karriere beendet   |

## Statistiken
| |        |      |           |           |           |           |                 |                 |                 |                 |          |          |          |          |
| \| Name \| Beginn \| Ende \| Insgesamt \| Insgesamt \| Insgesamt \| Insgesamt \| Reguläre Saison \| Reguläre Saison \| Reguläre Saison \| Reguläre Saison \| Playoffs \| Playoffs \| Playoffs \| Playoffs \| \| Name \| Beginn \| Ende \| Sp \| S \| N \| % \| Sp \| S \| N \| % \| Sp \| S \| N \| % \| \| -------------- \| ------ \| ---- \| --------- \| --------- \| --------- \| --------- \| --------------- \| --------------- \| --------------- \| --------------- \| -------- \| -------- \| -------- \| -------- \| \| Paul Silas \| 1999 \| 2003 \| 390 \| 221 \| 169 \| 56,7 \| 363 \| 208 \| 155 \| 57,3 \| 27 \| 13 \| 14 \| 48,1 \| \| Tim Floyd \| 2003 \| 2004 \| 89 \| 44 \| 45 \| 49,4 \| 82 \| 41 \| 41 \| 50,0 \| 7 \| 3 \| 4 \| 42,9 \| \| Byron Scott \| 2004 \| 2009 \| 436 \| 211 \| 225 \| 48,4 \| 419 \| 203 \| 216 \| 48,4 \| 17 \| 8 \| 9 \| 47,1 \| \| Jeff Bower \| 2009 \| 2010 \| 73 \| 34 \| 39 \| 46,6 \| 73 \| 34 \| 39 \| 46,6 \| 0 \| 0 \| 0 \| 0,0 \| \| Monty Williams \| 2010 \| 2015 \| 404 \| 175 \| 231 \| 43,3 \| 394 \| 173 \| 221 \| 43,9 \| 10 \| 2 \| 8 \| 20,0 \| \| Alvin Gentry \| 2015 \| 2020 \| - \| - \| - \| - \| - \| - \| - \| - \| - \| - \| - \| - \| |        |      |           |           |           |           |                 |                 |                 |                 |          |          |          |          |
| Name | Beginn | Ende | Insgesamt | Insgesamt | Insgesamt | Insgesamt | Reguläre Saison | Reguläre Saison | Reguläre Saison | Reguläre Saison | Playoffs | Playoffs | Playoffs | Playoffs |
| Name | Beginn | Ende | Sp        | S         | N         | %         | Sp              | S               | N               | %               | Sp       | S        | N        | %        |
| Paul Silas | 1999   | 2003 | 390       | 221       | 169       | 56,7      | 363             | 208             | 155             | 57,3            | 27       | 13       | 14       | 48,1     |
| Tim Floyd | 2003   | 2004 | 89        | 44        | 45        | 49,4      | 82              | 41              | 41              | 50,0            | 7        | 3        | 4        | 42,9     |
| Byron Scott | 2004   | 2009 | 436       | 211       | 225       | 48,4      | 419             | 203             | 216             | 48,4            | 17       | 8        | 9        | 47,1     |
| Jeff Bower | 2009   | 2010 | 73        | 34        | 39        | 46,6      | 73              | 34              | 39              | 46,6            | 0        | 0        | 0        | 0,0      |
| Monty Williams | 2010   | 2015 | 404       | 175       | 231       | 43,3      | 394             | 173             | 221             | 43,9            | 10       | 2        | 8        | 20,0     |
| Alvin Gentry | 2015   | 2020 | -         | -         | -         | -         | -               | -               | -               | -               | -        | -        | -        | -        |

| |           |                                                          |
| \| Spielstätte \| Zeit \| Information \| \| ----------------------------- \| --------- \| -------------------------------------------------------- \| \| Smoothie King Center \| seit 2002 \| hieß von 1999 bis 2014 New Orleans Arena \| \| Ford Center \| 2005–2007 \| aufgrund der Auswirkungen des Hurrikan Katrina \| \| Pete Maravich Assembly Center \| 2005 \| aufgrund der Auswirkungen des Hurrikan Katrina (1 Spiel) \| \| Lloyd Noble Center \| 2006 \| aufgrund der Auswirkungen des Hurrikan Katrina (1 Spiel) \| |           |                                                          |
| Spielstätte | Zeit      | Information                                              |
| Smoothie King Center | seit 2002 | hieß von 1999 bis 2014 New Orleans Arena                 |
| Ford Center | 2005–2007 | aufgrund der Auswirkungen des Hurrikan Katrina           |
| Pete Maravich Assembly Center | 2005      | aufgrund der Auswirkungen des Hurrikan Katrina (1 Spiel) |
| Lloyd Noble Center | 2006      | aufgrund der Auswirkungen des Hurrikan Katrina (1 Spiel) |

| |                   |           | |
| \| Jahr \| Siege:Niederlagen \| Siege [%] \| Play-offs \| \| \| \| \| \| \| \| \| New Orleans Hornets \| New Orleans Hornets \| New Orleans Hornets \| New Orleans Hornets \| New Orleans Hornets \| New Orleans Hornets \| New Orleans Hornets \| New Orleans Hornets \| New Orleans Hornets \| New Orleans Hornets \| New Orleans Hornets \| \| -------------------- \| ------------------- \| ------------------- \| --------------------------------------------------------------------------------------------------------------------------------- \| ------------------- \| ------------------- \| ------------------- \| ------------------- \| ------------------- \| ------------------- \| ------------------- \| \| 2002/03 \| 47:35 \| 57,3 \| 2:4 in der ersten Runde gegen die Philadelphia 76ers \| \| \| \| \| \| \| \| \| 2003/04 \| 41:41 \| 50,0 \| 3:4 in der ersten Runde gegen die Miami Heat \| \| \| \| \| \| \| \| \| 2004/05 \| 18:64 \| 22,0 \| Nicht für die Play-offs qualifiziert \| \| \| \| \| \| \| \| \| 2005/06 \| 38:44 \| 46,3 \| Nicht für die Play-offs qualifiziert \| \| \| \| \| \| \| \| \| 2006/07 \| 39:43 \| 47,6 \| Nicht für die Play-offs qualifiziert \| \| \| \| \| \| \| \| \| 2007/08 \| 56:26 \| 68,3 \| 4:1 in der ersten Runde gegen die Dallas Mavericks 3:4 in den Western Conference-Halbfinals gegen die San Antonio Spurs \| \| \| \| \| \| \| \| \| 2008/09 \| 49:33 \| 59,8 \| 1:4 in der ersten Runde gegen die Denver Nuggets \| \| \| \| \| \| \| \| \| 2009/10 \| 37:45 \| 45,1 \| Nicht für die Play-offs qualifiziert \| \| \| \| \| \| \| \| \| 2010/11 \| 46:36 \| 56,1 \| 2:4 in der ersten Runde gegen die Los Angeles Lakers \| \| \| \| \| \| \| \| \| 2011/12 \| 21:45 \| 31,8 \| Nicht für die Play-offs qualifiziert \| \| \| \| \| \| \| \| \| 2012/13 \| 27:55 \| 32,9 \| Nicht für die Play-offs qualifiziert \| \| \| \| \| \| \| \| \| New Orleans Pelicans \| \| \| \| \| \| \| \| \| \| \| \| 2013/14 \| 34:48 \| 41,5 \| Nicht für die Play-offs qualifiziert \| \| \| \| \| \| \| \| \| 2014/15 \| 45:37 \| 54,9 \| 0:4 in der ersten Runde gegen die Golden State Warriors \| \| \| \| \| \| \| \| \| 2015/16 \| 30:52 \| 39,0 \| Nicht für die Play-offs qualifiziert \| \| \| \| \| \| \| \| \| 2016/17 \| 34:48 \| 41,5 \| Nicht für die Play-offs qualifiziert \| \| \| \| \| \| \| \| \| 2017/18 \| 48:34 \| 58,5 \| 4:0 in der ersten Runde gegen die Portland Trail Blazers 1:4 in den Western Conference-Halbfinals gegen die Golden State Warriors \| \| \| \| \| \| \| \| \| 2018/19 \| 33:49 \| 40,2 \| Nicht für die Play-offs qualifiziert \| \| \| \| \| \| \| \| \| 2019/20 \| 30:42 \| 41,7 \| Nicht für die Play-offs qualifiziert \| \| \| \| \| \| \| \| \| 2020/21 \| 31:41 \| 43,1 \| Nicht für die Play-offs qualifiziert \| \| \| \| \| \| \| \| \| 2021/22 \| 36:46 \| 43,9 \| 2:4 in der ersten Runde gegen die Phoenix Suns \| \| \| \| \| \| \| \| \| 2022/23 \| 42:40 \| 51,2 \| Nicht für die Play-offs qualifiziert in den Play-ins \| \| \| \| \| \| \| \| \| 2023/24 \| 49:33 \| 59,8 \| 0:4 in der ersten Runde gegen den Oklahoma City Thunder \| \| \| \| \| \| \| \| \| 2024/25 \| 21:61 \| 25,6 \| Nicht für die Play-offs qualifiziert \| \| \| \| \| \| \| \| \| Gesamt \| 852:998 \| 46,1 % \| 8 Playoff-Teilnahmen 11 Serien: 2 Siege, 9 Niederlagen 55 Spiele: 22 Siege, 37 Niederlagen (37,3 %) \| \| \| \| \| \| \| \| |                   |           | |
| Jahr | Siege:Niederlagen | Siege [%] | Play-offs |
| New Orleans Hornets |                   |           | |
| 2002/03 | 47:35             | 57,3      | 2:4 in der ersten Runde gegen die Philadelphia 76ers                                                                              |
| 2003/04 | 41:41             | 50,0      | 3:4 in der ersten Runde gegen die Miami Heat                                                                                      |
| 2004/05 | 18:64             | 22,0      | Nicht für die Play-offs qualifiziert                                                                                              |
| 2005/06 | 38:44             | 46,3      | Nicht für die Play-offs qualifiziert                                                                                              |
| 2006/07 | 39:43             | 47,6      | Nicht für die Play-offs qualifiziert                                                                                              |
| 2007/08 | 56:26             | 68,3      | 4:1 in der ersten Runde gegen die Dallas Mavericks 3:4 in den Western Conference-Halbfinals gegen die San Antonio Spurs           |
| 2008/09 | 49:33             | 59,8      | 1:4 in der ersten Runde gegen die Denver Nuggets                                                                                  |
| 2009/10 | 37:45             | 45,1      | Nicht für die Play-offs qualifiziert                                                                                              |
| 2010/11 | 46:36             | 56,1      | 2:4 in der ersten Runde gegen die Los Angeles Lakers                                                                              |
| 2011/12 | 21:45             | 31,8      | Nicht für die Play-offs qualifiziert                                                                                              |
| 2012/13 | 27:55             | 32,9      | Nicht für die Play-offs qualifiziert                                                                                              |
| New Orleans Pelicans |                   |           | |
| 2013/14 | 34:48             | 41,5      | Nicht für die Play-offs qualifiziert                                                                                              |
| 2014/15 | 45:37             | 54,9      | 0:4 in der ersten Runde gegen die Golden State Warriors                                                                           |
| 2015/16 | 30:52             | 39,0      | Nicht für die Play-offs qualifiziert                                                                                              |
| 2016/17 | 34:48             | 41,5      | Nicht für die Play-offs qualifiziert                                                                                              |
| 2017/18 | 48:34             | 58,5      | 4:0 in der ersten Runde gegen die Portland Trail Blazers 1:4 in den Western Conference-Halbfinals gegen die Golden State Warriors |
| 2018/19 | 33:49             | 40,2      | Nicht für die Play-offs qualifiziert                                                                                              |
| 2019/20 | 30:42             | 41,7      | Nicht für die Play-offs qualifiziert                                                                                              |
| 2020/21 | 31:41             | 43,1      | Nicht für die Play-offs qualifiziert                                                                                              |
| 2021/22 | 36:46             | 43,9      | 2:4 in der ersten Runde gegen die Phoenix Suns                                                                                    |
| 2022/23 | 42:40             | 51,2      | Nicht für die Play-offs qualifiziert in den Play-ins                                                                              |
| 2023/24 | 49:33             | 59,8      | 0:4 in der ersten Runde gegen den Oklahoma City Thunder                                                                           |
| 2024/25 | 21:61             | 25,6      | Nicht für die Play-offs qualifiziert                                                                                              |
| Gesamt | 852:998           | 46,1 %    | 8 Playoff-Teilnahmen 11 Serien: 2 Siege, 9 Niederlagen 55 Spiele: 22 Siege, 37 Niederlagen (37,3 %)                               |